# Petra Huber (Tennisspielerin)
Petra Huber (* 15. Februar 1966) ist eine ehemalige österreichische Tennisspielerin.

## Karriere
Petra Huber gewann in ihrer Karriere in den 1980er Jahren einen Titel auf der WTA Tour in Barcelona (Spanien) 1986 gegen die Italienerin Laura Garrone. Am 1. Oktober 1984 erreichte sie mit Rang 37 im Einzel ihre beste Platzierung in der Weltrangliste. Im selben Jahr kam sie bis ins Achtelfinale der US Open, unterlag dort aber Sylvia Hanika in zwei Sätzen 4:6, 5:7. 
Petra Huber spielte ebenfalls für den ÖTV im Fed Cup. Ihre Bilanz steht bei zehn Siegen zu elf Niederlagen. Huber konnte sieben Mal im Einzel und drei Mal im Doppel gewinnen. Zwischen 1983 und 1987 brachte sie es auf zwölf Einsätze für die österreichische Fed-Cup-Mannschaft. Sie trat 1989 vom aktiven Sport zurück.
Nach ihrer aktiven Karriere arbeitete sie als Model, Tennis-Jugendtrainerin sowie als Managerin von Jürgen Melzer.

## Turniersiege

### Einzel
| Nr. | Datum        | Turnier   | Kategorie | Belag | Finalgegnerin | Ergebnis  |
| --- | ------------ | --------- | --------- | ----- | ------------- | --------- |
| 1.  | 11. Mai 1986 | Barcelona | WTA       | Sand  | Laura Garrone | 7:64, 6:0 |

### Doppel
| Nr. | Datum      | Turnier | Kategorie | Belag | Partnerin      | Finalgegnerinnen                  | Ergebnis |
| --- | ---------- | ------- | --------- | ----- | -------------- | --------------------------------- | -------- |
| 1.  | April 1984 | Tarent  | WTA       | Sand  | Sabrina Goleš  | Elena Eliseenko Natasha Reva      | 6:3, 6:3 |
| 2.  | Juli 1986  | Bregenz | WTA       | Sand  | Petra Keppeler | Sabrina Goleš Tine Scheuer-Larsen | 6:2, 6:4 |